# Coppa Italia Primavera 2016-2017
La Coppa Italia Primavera 2016-2017, denominata Primavera TIM Cup, è la quarantacinquesima edizione del torneo riservato alle squadre giovanili iscritte al Campionato Primavera. Il torneo ha avuto inizio il 27 agosto 2016 per concludersi con la finale di ritorno del 21 aprile 2017.

## Turno preliminare
| Squadra 1      | Risultato | Squadra 2 |
| -------------- | --------- | --------- |
| 27 agosto 2016 |           |           |
| Cittadella     | 0 - 1     | SPAL      |
| Pisa           | 0 - 3     | Benevento |

## Primo turno eliminatorio
| Squadra 1         | Risultato   | Squadra 2    |
| ----------------- | ----------- | ------------ |
| 21 settembre 2016 |             |              |
| Ascoli            | 1 - 2       | Crotone      |
| Bari              | 3 - 4 (dts) | Frosinone    |
| Bologna           | 2 - 0       | Benevento    |
| Cagliari          | 4 - 2       | Pro Vercelli |
| Cesena            | 1 - 2       | Latina       |
| Chievo            | 4 - 1       | Vicenza      |
| Fiorentina        | 4 - 0       | Perugia      |
| Genoa             | 0 - 1       | Carpi        |
| Lazio             | 3 - 0       | Ternana      |
| Milan             | 7 - 1       | Salernitana  |
| Napoli            | 4 - 0       | Avellino     |
| Sampdoria         | 4 - 3       | Pescara      |
| Sassuolo          | 1 - 0       | Brescia      |
| Spezia            | 0 - 1 (dts) | Novara       |
| Udinese           | 2 - 1       | SPAL         |
| Verona            | 2 - 0       | Trapani      |

## Secondo turno eliminatorio
| Squadra 1       | Risultato       | Squadra 2 |
| --------------- | --------------- | --------- |
| 9 ottobre 2016  |                 |           |
| Novara          | 3 - 1           | Carpi     |
| 11 ottobre 2016 |                 |           |
| Chievo          | 3 - 0           | Sassuolo  |
| 12 ottobre 2016 |                 |           |
| Crotone         | 3 - 1           | Frosinone |
| Lazio           | 3 - 2 (dts)     | Napoli    |
| Milan           | 1 - 1 (4-5 dcr) | Sampdoria |
| Udinese         | 2 - 0           | Verona    |
| 19 ottobre 2016 |                 |           |
| Fiorentina      | 2 - 0           | Cagliari  |
| 27 ottobre 2016 |                 |           |
| Bologna         | 3 - 0           | Latina    |

## Ottavi di finale
| Squadra 1        | Risultato   | Squadra 2  |
| ---------------- | ----------- | ---------- |
| 12 novembre 2016 |             |            |
| Empoli           | 2 - 1 (dts) | Novara     |
| 30 novembre 2016 |             |            |
| Juventus         | 1 - 4       | Fiorentina |
| Virtus Entella   | 2 - 1       | Bologna    |
| Torino           | 4 - 0       | Sampdoria  |
| Atalanta         | 2 - 1       | Chievo     |
| Inter            | 4 - 1 (dts) | Udinese    |
| Roma             | 1 - 0       | Crotone    |
| Palermo          | 0 - 1       | Lazio      |

## Quarti di finale
| Squadra 1        | Risultato   | Squadra 2      |
| ---------------- | ----------- | -------------- |
| 21 dicembre 2016 |             |                |
| Empoli           | 1 - 2 (dts) | Fiorentina     |
| Torino           | 1 - 2       | Virtus Entella |
| Inter            | 3 - 1       | Atalanta       |
| Roma             | 5 - 0       | Lazio          |

## Semifinali
La gara di andata si è disputata il 7 gennaio 2017, la gara di ritorno il 25 gennaio 2017.
| Squadra 1  | Totale | Squadra 2      | Andata | Ritorno |
| ---------- | ------ | -------------- | ------ | ------- |
| Fiorentina | 5 - 6  | Virtus Entella | 2 - 2  | 3 - 4   |
| Roma       | 3 - 1  | Inter          | 1 - 0  | 2 - 1   |

## Finale
La gara di andata si è disputata il 6 aprile 2017, la gara di ritorno il 21 aprile 2017.
| Squadra 1      | Totale | Squadra 2 | Andata | Ritorno |
| -------------- | ------ | --------- | ------ | ------- |
| Virtus Entella | 1 - 3  | Roma      | 1 - 1  | 0 - 2   |